# Lac de Fort-du-Plasne
Le lac de Fort-du-Plasne est un petit lac du département du Jura situé sur la commune de Fort-du-Plasne (39150) à 885 m d'altitude. Sa surface est de 1,2 ha. 

## Présentation
Le lac de Fort-du-Plasne est un lac naturel privé occupant une petite combe à 885 m d'altitude à l'est de Fort-du-Plasne.
D'une superficie d'environ 1,2 ha pour une longueur d'environ 150 m, il est entouré de prairies et de marais. Le lac se prolonge au nord-est par une zone de tourbières. Il est alimenté par les précipitations et les eaux de ruissellement des coteaux voisins ainsi que par une résurgence du côté Est en provenance du hameau du Voisinal. Il ne montre pas d'écoulement apparent en temps ordinaire, mais s'écoule en crue par des dolines proches.

## Histoire du site
À la fin de la dernière glaciation, le recul des glaciers a laissé des dépôts morainiques imperméables qui ont favorisé la
formation de lacs. L'évolution des bords du lac sous forme de "tremblants" de tourbe a réduit la surface d'eau libre. Le lac étant précédemment plus étendu, ses rives évoluent vers un bas marais alcalin.
Le lac fait partie du site Ramsar "Tourbières et lacs de la montagne Jurassienne" depuis février 2021.